# 道森-蘭頓冰川
道森-蘭頓冰川（英語：Dawson-Lambton Glacier）是南極洲的冰川，有大量冰隙，最終在布倫特冰架以西注入威德爾海東南部，該冰川在1915年1月由英國探險隊發現。
76°8′S 26°45′W / 76.133°S 26.750°W